# Myllaena intermedia
Myllaena intermedia är en skalbaggsart som beskrevs av Wilhelm Ferdinand Erichson 1837. Myllaena intermedia ingår i släktet Myllaena, och familjen kortvingar. Arten är reproducerande i Sverige.